# Attacobius verhaaghi
Attacobius verhaaghi är en spindelart som beskrevs av Alexandre B. Bonaldo och Antonio D. Brescovit 1998. Attacobius verhaaghi ingår i släktet Attacobius och familjen flinkspindlar. Inga underarter finns listade.